# Золотобровый корольковый певун
Золотобровый корольковый певун (лат. Basileuterus belli) — вид воробьиных птиц из семейства древесницевых. Выделяют пять подвидов.

## Распространение
Обитают в Сальвадоре, Гватемале, Гондурасе и Мексике.

## Описание
Длина тела 13 см, масса 7-13 г. У представителей номинативного подвида имеются рыжие корона и кроющие ушей, разделенные длинной ярко-желтой «бровью». Задняя сторона шеи и верхняя сторона тела ярко-оливково-зелёные, а горло и нижняя сторона ярко-желтые. На боках и боковых поверхностях грудки цвет смешан с оливковым. Радужные оболочки тёмные, клюв черноватый, ноги тускло-розоватые. Половой диморфизм отсутствует.

## Биология
Вероятно, питаются в основном насекомыми и другими членистоногими. Сезон размножения приходится в основном на март-июль.